# Аббіон
Аббіон (*Abbio бл. 426—466) — вождь саксів-остфалів, один з очільників антифранківського спротиву.

## Життєпис
Походив зі знатного остфальського роду. В історичних джерелах, в першу чергу «Анналами королівства франків», називається сином якогось Герадда. Його ім'я розглядаються як скорочене давньогерманського Альфріка чи Альбріха. Ймовірно з 782 року Аббіон разом з Відукіндом очолював спротив франкському володарю Карлу Великому.
Після низки поразок від франків на чолі із Карлом Великим в боях при Детмольді та на річці Хазі в 783 році, разом з Відукіндом змушений був вступити в перемовини з королем франків.
У 785 році, перебуваючи з військом в Барденгау, Карл Великий пообіцяв Аббіону прощення, з умовою, що той визнає зверхність короля і прийме хрещення. Незабаром Карл покинув Саксонії, попередньо давши Відукінду і Аббіону знатних заручників на чолі з франком Амальвіном. Того ж року Аббіон з Відукіндом прибув до Аттіньї, де зустрілися з королем Карлом. Тут відбувся обряд принесення васальної присяги та хрещення.
Про подальшу долю Аббіона достовірних відомостей не збереглося. «Дива святого Вандріля» (2.а пол. IX століття) повідомляє, що той деякий час перебував в Фонтенельському абатстві як почесний бранець. На основі ономастичних відомостей деякі дослідники ототожнюють з Аббо, який в 811 році був членом франкського посольства, який уклав мир з Хеммінгом, конунгом данів.
Існує легенда, що по материнської лінією був пов'язаний з саксонською (потім брандебурзькою) династією Асканіїв.

## Родина
Хроніки «Ранні Мецькі аннали» і «Дива святого Вандріля» називають Аббіна зятем (лат. Gener) Відукінда — чоловіком доньки останнього Гізели (Ґазели).
Діти:
- Іммад I, граф в Саксонії